# Culex subrima
Culex subrima är en tvåvingeart som beskrevs av Edwards 1941. Culex subrima ingår i släktet Culex och familjen stickmyggor. Inga underarter finns listade i Catalogue of Life.